# Nicolas Bourriaud
Nicolas Bourriaud (født 1965) er en fransk kurator, teoretiker og nu leder af kunstakademiet École nationale supérieure des Beaux-Arts i Paris. Han og Jérôme Sans grundlagde Palais de Tokyo som udstillingssted i 1999 og ledte det sammen frem til 2006. Bourriaud var i årene 2008-2010 kurator for samtidskunst-udstillingerne på Tate Modern i London og stod i 2009 for stedets fjerde triennale, der - med et ord opfundet af Bourriaud selv - blev kaldt "Altermodern".